# 艾莉卡·拉斯特
艾莉卡·拉斯特（Erika lust，1977年—）是一名瑞典色情导演、编剧及制片人，出生于1977年。自从她的首部色情电影《好女孩》（The Good Girl）自2004年上映，拉斯特被认为是女权色情运动中的当前主要的参与者之一。声称合乎道德的电影制作过程使得她的公司有别于主流色情网站。

## 外部連結
- 官方网站
- 艾莉卡·拉斯特在互联网电影资料库（IMDb）上的資料（英文）